# Condoto
Condoto és un municipi de Colòmbia ubicat al departament de Chocó. Fou fundat el 1758 per Luis Lorenzo Scipión. La seva extensió és de 890 quilòmetres quadrats i té una temperatura mitjana de 28 graus cèlsius. Es troba a 70 metres sobre el nivell del mar.

## Economia
La principal font de riquesa del municipi és l'explotació de metalls preciosos (or i platí). L'or del Chocó gaudeix d'excel·lent fama pel seu elevat grau de puresa.
L'explotació il·legal de la mineria ha deixat amplis clots al terreny, la qual cosa, unida a l'elevada pluviositat de la zona, fa que sigui freqüent trobar tolls d'aigua arreu. Aquest llocs són el brou de cultiu ideal per al mosquit Anopheles, responsable de la transmissió de la malària.

## Barris
Las Américas, Cabecera, La Unión, Santa Rita, Los Héroes, Comercio, Clareth, Carretera, San Pedro, El Salto, Buenos Aires, Platinero, Cascajero.

## Corregiments
- Aguacate
- Consuelo de Andrapeda
- Florida
- Hilaria
- Jigualito
- La Planta
- Muriña
- Opogodó
- Paso Santa Ana
- Soledad de Tajuato
- Tegaiza
- Unión

## Comunicacions
El municipi disposa d'un aeroport regional (Condoto-Mandinga IATA = COG, ICAO = SKCD), que tanmateix, per la seva grandària, no permet l'aterratge d'avions de grans dimensions. Disposa de vols regulars amb les ciutats de Medellín i Pereira.
L'altra forma d'accés és per carretera, des de la capital del departament (Quibdó).